# پریتی پتل
پریتی پتل (به انگلیسی: Priti Patel)؛ (زادهٔ ۲۹ مارس ۱۹۷۲) سیاست‌مدار است. پتل از سال ۲۰۱۹ تا ۲۰۲۲ وزیر کشور بریتانیا بود. او در سال‌های ۲۰۱۶ و ۲۰۱۷ در دولت ترزا می، وزیر توسعه بین‌المللی بریتانیا بود، اما پس از یک سفر پنهانی به اسرائیل در نوامبر ۲۰۱۷ بدون اطلاع نخست‌وزیر بریتانیا، وادار به استعفا شد.
پتل از پدر و مادری گجراتی در لندن زاده شد. والدینش در دهه ۱۹۶۰ (میلادی) سال‌ها پیش از اینکه عیدی امین در اوگاندا به قدرت برسد و اوگاندایی‌های آسیایی‌تبار را اخراج کند، به انگلستان مهاجرت کرده و در شهر هرتفوردشر زندگی کردند.
از پریتی پتل، گزارش‌های زیادی دربارهٔ بدرفتاری، سوءاستفاده از قدرت، و سوءمدیریت وجود دارد.